# Coentje Gansplantsoen

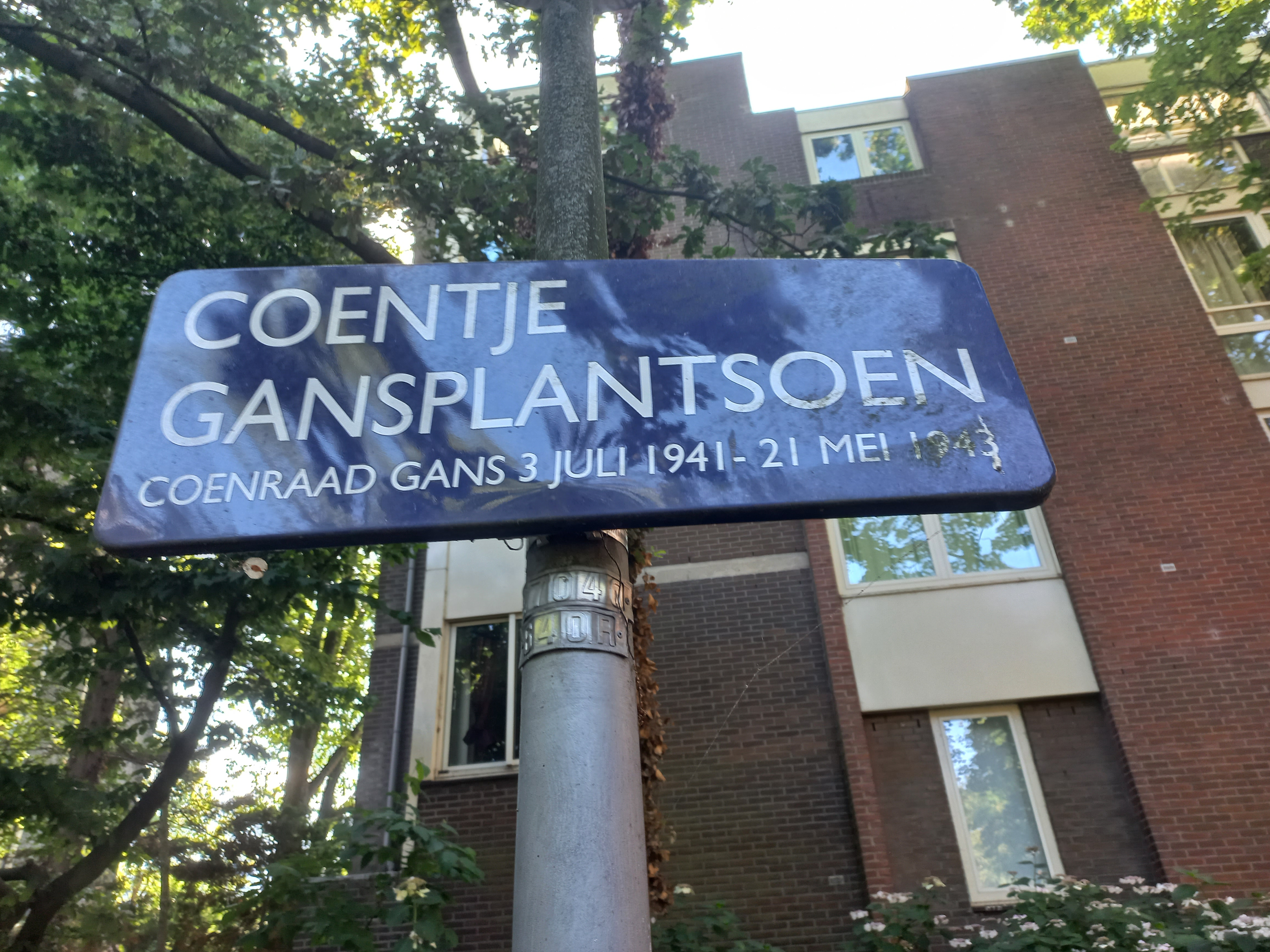
Parkbord (juli 2025)

Het Coentje Gansplantsoen is een stadspark(je) in Amsterdam-Centrum. Het is een van Amsterdams onbekendste en kleinste stadsparkjes.
Dat onbekende komt mede doordat het (bijna) geheel is ingebouwd met woningen en dat de enige in- tevens uitgang afsluitbaar is. Het parkje van 34 bij 28 meter ligt ingeklemd tussen de even genummerde bebouwing van straat Rapenburg en de straat het Nieuwegrachtje. Het wordt deels aan het zicht onttrokken gebouw Nieuwgrachtje 20-36 hoek Valkenburgerstraat. Aan de achterzijde kijkt men uit op de (woonboten in de) Rapenburgwal.
De omgeving van het plantsoen is sinds de aanplemping van het eiland Rapenburg in de 17e eeuw steeds aan veranderingen onderhevig. Er werd/wordt gesloopt en nieuwbouw gepleegd, in meerdere gevallen werd die nieuwbouw ook weer gesloopt om plaats te maken voor nieuwere nieuwbouw. Eén van de grootste veranderingen onderging de buurt in de jaren zestig en zeventig toen grote delen van de bebouwing werd opgeofferd voor (de aanleg van) de IJtunnel en de bijbehorende infrastructuur. Het Nieuwegrachtje was toen een zijarm van de Rapenburgerwal uit de 19e eeuw tot aan genoemde Valkenburgerstraat.
Ook deze plek was aan wijziging onderhevig; de zijarm werd gedempt en in 1980 werd er dat hoekpand neergezet naar ontwerp van Architectenbureau Rappange, dat wel steeds aangepast moest worden om het in de buurt te laten passen. De rest van het gedempte terrein bleef onbebouwd. De tussenliggende open ruimte kreeg als vanzelf een parkachtig uiterlijk, ze was geheel aan het zicht onttrokken. Buurtbewoner en dichter Adriaan Deurlo (Winterswijk, 1940) werd gevraagd voorstellen te leveren om het verwilderde terrein om te vormen dan wel her in te richten tot kinderspeelplaats. Dat gaf hij liever uit handen; hij vond buurtkinderen daartoe veel geschikter. Wel opperde hij om het parkje een naam te geven. Hij koos daarbij tot een vernoeming naar Coenraad Gans. Deurlo bewoonde destijds een gebouw van waaruit tijdens het nazi-regime in de Tweede Wereldoorlog veertien Joden werden opgepakt, gedeporteerd en omgebracht in concentratiekampen. De jongste daarvan was Coenraad Gans (Amsterdam, 3 juli 1941 – Sobibór, 21 mei 1943) die nog geen twee jaar oud was. Deurlo lichtte later toe, dat dit herinneringsparkje niet zozeer specifiek ter nagedachtenis van Coentje Gans was, maar voor alle kinderen die slachtoffer zijn van oorlog en geweld.
Bij de tenaamstelling werd doelbewust de kindernaam Coentje gegeven; hij zou nooit een grote Coen worden.
In het parkje kwam in 2024 een lichtinstallatie (Licht, licht en nog eens licht) vanuit het Museum voor Onbedoelde Kunst (MOK).